# 国际民航组织航空公司代码
国际民航组织航空公司代码是国际民用航空组织为全球各航空公司指定的三个字母的代码。它是由航班代码的三个首字母组成。这些代码从1987年开始发布。
ICAO航空公司代碼：

## 代码列表
列表內依次為代碼（3個大寫英文字母），公司名稱及註冊地點。

### A
- AAA : 安捷航空（ ） 倒闭
- AAH : 阿罗哈航空公司（ 美国） 倒闭
- AAL : 美国航空（ 美国）
- AAQ : 亞洲大西洋航空（ 泰國）
- AAR : 韩亚航空（ ）
- AAV : 天文航空（ 菲律賓）
- AAY : 忠實航空（ 美国）
- ABL : 釜山航空（ ）
- ABW : 空橋貨運航空（ 俄羅斯）
- ABY : 阿拉伯航空（ 阿联酋）
- ACA : 加拿大航空（ 加拿大）
- ACD : Academy Airlines（ 美国）
- ACL : 意大利航空（ 義大利）
- ACX : 德国货运航空（ 德国）
- ADB : 安托諾夫航空（ 乌克兰）
- ADO : 北海道國際航空（ 日本）
- ADR : 亚德里亚航空（ 斯洛維尼亞） 倒闭
- AEE : 愛琴海航空（ 希腊）
- AEU : 冰岛快捷航空（ 冰島）
- AFG : 阿里亞納阿富汗航空（ 阿富汗）
- AFL : 俄罗斯国际航空（ 俄羅斯）
- AFR : 法国航空（ 法國）
- AGX : 奥根内克斯航空（ 塞爾維亞）
- AHK : 香港華民航空 （ 中國香港）
- AIC : 印度航空（ 印度）
- AIQ : 泰国亚洲航空（ 泰國）
- AJA : 阿富汗捷特國際航空（ 阿富汗）
- AJJ : A2 Jet Leasing（ 美国）
- AJX : 全日空日本航空（ 日本）
- ALK : 斯里兰卡航空（ 斯里蘭卡）
- AMT : 联美航空（ 美国）
- AMU : 澳门航空（ 中國澳門）
- AMW : 美國中西航空（ 美国） 倒闭
- ANA : 全日空航空（ 日本）
- ANG : 紐幾內亞航空（ ）
- ANS : 诺思特鲁姆航空（ 西班牙）
- ANX : 北加航空（ 加拿大）
- ANZ : 新西兰航空（ 新西兰）
- APJ : 樂桃航空（ 日本）
- APG : 菲律賓亞洲航空（ 菲律賓）
- APW : 利箭航空货运公司（ 美国）
- ARG : 阿根廷航空（ 阿根廷）
- ASA : 阿拉斯加航空（ 美国）
- ASH : Mesa Airlines（英语：Mesa Airlines）（ 美国）
- ASL : 塞爾維亞航空（ 塞爾維亞）
- ASQ : ExpressJet（ 美国）
- ASV : 首爾航空（ ）
- AUA : 奥地利航空（ 奥地利）
- AVA : 哥伦比亚航空（ 哥伦比亚）
- AWC : 泰坦航空（ 英格兰）
- AWE : 全美航空（ 美国）
- AWI : 威斯康辛航空（ 美国）
- AWQ : 印尼亞洲航空（ 印度尼西亞）
- AXB : 印度快運航空（ 印度）
- AXM : 亚洲航空（ 马来西亚）
- AZA : 義大利航空（ 義大利）
- AZZ : 阿扎航空（ 苏丹）

### B
- BAV : 越竹航空（ 越南）
- BAW : 英国航空（ 英国）
- BBC : 孟加拉航空（ ）
- BCC : 泰国商务航空( 泰國)
- BEE : 弗萊比航空（ 英国）
- BKP : 曼谷航空( 泰國)
- BLE : Blue Line（英语：Blue_Line_(airline)）（ 法國）
- BLF ：蓝天航空（ 芬兰）
- BLX ：北歐途易航空（ 瑞典）
- BMA : 英伦航空（ 英国）
- BMI : 英国廉价航空公司 ( 英国)
- BNF : 布兰尼夫国际航空（ 美国） 倒闭
- BPA : 藍景航空（ 義大利）
- BSY : 高空航空（ 美国）
- BTA : 美国大陆快运航空 (ExpressJet)（ 美国）
- BTI ：波罗的海航空（ 拉脫維亞）
- BTK ：巴澤航空（ 印度尼西亞）
- BWA : 特立尼达和多巴哥航空（ 千里達及托巴哥）
- BWG : 蓝冀航空（ 德国）
- BZH : 不列特航空（ 法國）

### C
- CAA : 东南大西洋航空公司（ 美国）
- CAG : 中國航空（ 中華台北[1]）政治原因停運
- CAL : 中华航空公司（ 中華台北[2]）
- CAO : 中國國際貨運航空公司（ 中国大陆）
- CAY : 开曼航空（ 开曼群岛）
- CBJ : 首都航空（ 中国大陆）
- CCA : 中国国际航空股份有限公司（ 中国大陆）
- CCD : 大连航空（ 中国大陆）
- CDC : 長龍航空（ 中国大陆）
- CDG : 山東航空（ 中国大陆）
- CDN : 加拿大国际航空（ 加拿大）并入加拿大航空
- CEA : Corporate Airlines（英语：Corporate Airlines）（ 美国）
- CEB : 宿霧太平洋航空（ 菲律賓）
- CES : 中国东方航空股份有限公司（ 中国大陆）
- CFC : 加拿大空军（ 加拿大）
- CFG : 神鷹航空（ 德国）
- CHB : 中國西部航空（ 中国大陆）
- CHH : 海南航空（ 中国大陆）
- CHQ : 肖托夸航空公司（ 美国）
- CJA : CanJet Airlines（英语：CanJet）（ 加拿大）
- CJC : 科尔根航空公司（ 美国）
- CKK : 中国货运航空（ 中国大陆）
- CKS : 卡利塔航空( 美国)
- CKY : Sky Airlines（英语：Sky Airlines）（ 賽普勒斯）
- CLH : 漢莎城際航空（ 德国）
- CLX : 卢森堡货运航空( 盧森堡)
- CMI : 大陆密克罗尼西亚航空公司（ 關島）
- CMM : 加拿大3000航空公司（ 加拿大）倒闭
- CNW : 中國西北航空（ 中国大陆）并入中国东方航空
- COA : 大陆航空公司（ 美国）并入联合航空
- COM : 科姆航空公司（ 美国）
- CPA : 国泰航空（ 中國香港）
- CPC : 加拿大太平洋航空（ 加拿大）倒闭
- CQH : 春秋航空（ 中国大陆）
- CQN : 重庆航空（ 中国大陆）
- CRK : 香港航空（ 中國香港）
- CRL : 科西嘉國際航空（ 法國）
- CRQ : 克里比克航空公司（ 加拿大）
- CRX : 克罗斯航空公司（ 瑞士）倒闭
- CSA : 捷克航空（ 捷克）
- CSC : 四川航空（ 中国大陆）
- CSH : 上海航空（ 中国大陆）
- CSN : 中国南方航空（ 中国大陆）
- CSS : 順豐航空（ 中国大陆）
- CST : 海滨航空公司（ 挪威）
- CSZ : 深圳航空公司（ 中国大陆）
- CTN : 克罗地亚航空公司（ ）
- CUA : 中国联合航空（ 中国大陆）
- CUB : 古巴航空（ 古巴）
- CUH : 烏魯木齊航空（ 中国大陆）
- CXA : 厦门航空公司（ 中国大陆）
- CYP ：塞浦路斯航空（ 賽普勒斯）
- CYZ ：中國郵政航空（ 中国大陆）

### D
- DAC : 德安航空公司（ 中華台北[2]）
- DAH : 阿尔及利亚航空公司（ 阿尔及利亚）
- DAL : 達美航空（ 美国）
- DHL : DHL（ 美国）
- DKH : 吉祥航空（ 中国大陆）
- DLH : 汉莎航空公司（ 德国）

### E
- EAE : European Air Express（英语：European Air Express）（ 德国）
- EEZ : 欧洲飞行航空公司（ 義大利）
- EGF : 美鹰航空公司（ 美国）
- EIN : 爱尔兰航空公司（ 爱尔兰）
- ELL : 愛沙尼亞航空（ 爱沙尼亚)
- ELY : 以色列航空公司（ 以色列）
- ENY : 特使航空（ 美国)
- EPA : 東海航空（ 中国大陆）
- ESR : 易斯達航空( )
- ETD : 阿提哈德航空（ 阿联酋）
- ETH : 衣索比亞航空( 衣索比亞)
- EVA : 長榮航空公司（ 中華台北[2]）
- EXS : 捷特二航空（ 英国）
- EZE : Eastern Airways Limited（ 英国）
- EZY : 易捷航空（ 英国）

### F
- FCM : 芬蘭通勤航空（ 芬兰）
- FDX : FedEx, 联邦快递公司（ 美国）
- FEA : 遠東航空公司（ 中華台北[2]）倒闭
- FFM ：飞萤航空（ 马来西亚）
- FFT : 边疆航空公司（ 美国）
- FGW : 江原航空（ ）
- FIF : 芬蘭航空 (Air Finland)（ 芬兰）倒闭
- FIN : 芬兰航空公司 Finnair（ 芬兰）
- FJI : 斐濟航空（ 斐济）
- FJM : 牙買加飛天航空（ 牙买加）
- FLG : Pinnacle Airlines（ 美国）

### G
- GAO : 金色航空（ 瑞典）
- GBL : 直布罗陀航空公司（ 英国）
- GCR : 天津航空（ 中国大陆）
- GDA : GoldAir（ 英国）
- GEC : 汉莎货运航空公司（ 德国）
- GFA : 海湾航空（ 巴林）
- GFT : 湾流国际航空公司（ 美国）
- GHA : 加纳航空公司（ ）
- GHB : 加纳国际航空公司（ ）
- GIA : 嘉鲁达印尼航空（ 印度尼西亞）
- GMA : Gama Aviation（英语：Gama Aviation）（ 英国）
- GMI : 日耳曼航空（ 德国）
- GOJ : EuroJet Aviation（英语：EuroJet Aviation）（ 英国）
- GTI : 亚特拉斯航空( 美国)
- GWI : 德國之翼航空（ 德国）

### H
- HAL : 夏威夷航空（ 美国）
- HBH : 河北航空（ 中国大陆）
- HDA : 國泰港龙航空（ 中國香港）中止營運
- HGB : 大灣區航空（ 中國香港）
- HKC : 香港貨運航空（ 中國香港）
- HKE : 香港快運航空（ 中國香港）
- HLF : 中州航空（ 中国大陆）
- HLX : 哈帕克-劳埃德快运（ 德国）
- HVN ：越南国家航空（ 越南）
- HXA : 华夏航空（ 中国大陆）
- HZL : 區域快線航空（ ）

### I
- IAC : 印度航空公司（ 印度）
- IBE : 西班牙航空公司（ 西班牙）
- ICE : 冰岛航空公司（ 冰島）
- IDE : 华盛顿独立航空公司（ 美国）
- IDX : 印尼全亞洲航空公司（ 印度尼西亞）
- IRA : 伊朗航空公司（ 伊朗）
- IRM : 穆罕航空公司（ 伊朗）
- ISS : 義大利航空 (2018年)（ 義大利）
- IYE : 也门航空公司（ 葉門）
- INA : Intentational Airline（ 中國香港）

### J
- JAA : 日本亞細亞航空（ 日本，2008年4月1日起併入日本航空）
- JAE : 翡翠航空（ 中国大陆）倒闭
- JAF : 比利時途易航空（ 比利时）
- JAI : 捷特航空（ 印度）
- JAL : 日本航空公司（ 日本）
- JAT : Jat Airways（英语：Jat Airways）（ 塞爾維亞）
- JAZ : 日线航空（ 日本）
- JBU : 捷蓝航空公司（ 美国）
- JCC : 柬埔寨景成國際航空（ 柬埔寨）
- JGO : 捷高航空公司（ 加拿大）倒闭
- JIA :PSA航空公司（ 美国）
- JJA : 濟州航空（ )
- JJP : 捷星日本航空( 日本)
- JNA : 真航空（ ）
- JOR : 蓝色航空公司（ 羅馬尼亞）
- JSA : 捷星亞洲航空（ 新加坡）
- JST : 捷星航空（ ）
- JTA : 日本越洋航空（ 日本）
- JYH : 九元航空（ 中国大陆）
- JZA : 加航爵士航空（ 加拿大）

### K
- KAC : 科威特航空公司（ 科威特）
- KAJ : 迦太基航空（ 突尼西亞）
- KAL : 大韩航空公司（ ）
- KAP : 科德角航空公司（ 美国）
- KFR : 翠鸟航空（ 印度）
- KIS : Contactair（ 德国）
- KLM : 荷兰皇家航空公司（ 荷蘭）
- KMG : Kosmas Air（ 塞爾維亞）
- KMR : 卡姆航空公司（ 阿富汗）
- KOR : 高麗航空公司（ ）
- KQA : 肯尼亚航空公司（ ）
- KZW : 哈里发航空公司（ 阿尔及利亚）倒闭
- KZR : 阿斯塔納航空（ ）

### L
- LAA : 利比亚航空公司（ 利比亞）
- LAN : LAN航空公司（ 智利）
- LAO : 寮國航空（ ）
- LER : 激光航空（ 委內瑞拉）
- LGL : 盧森堡航空（ 盧森堡）
- LHT : 汉莎航空公司（ 德国）
- LIL ：立陶宛航空（ 立陶宛）
- LIZ : MyTravel Lite（ 英国）
- LLB : 玻利维亚劳埃德航空公司（ 玻利维亚）
- LNI : 獅子航空 ( 印度尼西亞）
- LOF : 洲际航空公司（ 美国）
- LOT : 波兰航空（ 波蘭）
- LPE : 秘鲁航空（ 秘魯）
- LTE : My Way Airlines ( 義大利)
- LTU : 温特内曼国际航空公司（ 德国）
- LVB : IRS Airlines（ 奈及利亞）
- LYC : Lynden Air Cargo（ 美国）
- LZB : 保加利亚航空公司（ 保加利亚）

### M
- MAH : 匈牙利航空（ 匈牙利）
- MAK : 马其顿航空（ 北馬其頓）
- MAS : 马来西亚航空公司（ 马来西亚）
- MAS : 马来西亚航空货运（ 马来西亚）
- MDA : 华信航空（ 中華台北[2]）
- MDG : 馬達加斯加航空（ 马达加斯加）
- MDL : 曼达拉航空公司（ 印度尼西亞）
- MEG : 美佳航空（ 馬爾地夫）
- MES : 梅萨巴航空公司（ 美国）
- MEV : 地中海風景航空（ 保加利亚）
- MGL : 蒙古民用航空（ 蒙古国）
- MGX : Montenegro Airlines（ 蒙特內哥羅）
- MKU : 海岛航空公司（ 美国）
- MLA : 40-Mile Air（ 美国）
- MON : 君主航空公司（ 英国）
- MPE : Air Norterra（ 加拿大）
- MPH : 马丁航空（ 荷蘭）
- MSR : 埃及航空（ 埃及）
- MWG : 马来西亚之翼航空（ 马来西亚）
- MXA : 墨西哥航空（ 墨西哥）倒闭
- MXD : 馬印航空（ 马来西亚）
- MYT : MyTravel（ 英国）

### N
- NAX : 挪威航空（ 挪威）
- NCA : 日本貨物航空（ 日本）
- NCT : 酷鳥航空（ 泰國）
- NGA : 尼日利亚航空公司（ 奈及利亞）倒闭
- NKS : 精神航空公司（ 美国）
- NMB ：纳米比亚航空（ 纳米比亚）
- NOV ：新星航空（ 苏丹）
- NWA : 西北航空公司（ 美国）
- NXA : NationAir Canada（ 加拿大）倒闭

### O
- OAL : 奥林匹克航空公司（ 希腊）
- OHK : 甘泉香港航空（ 中國香港）倒閉
- OKA : 奥凯航空（ 中国大陆）
- OMA : 阿曼航空（ 阿曼）
- OOM : Zoom Airlines（ 加拿大）
- OTT : 一二三航空（ 中国大陆）
- OXE : Gregg航空公司（ 英国）

### P
- PAA : Pan Am, 泛美航空公司（ 美国）倒闭
- PAC : 博立貨運航空（ 美国）
- PAL : 菲律宾航空公司（ 菲律賓）
- PAO : 波利尼西亚航空公司（ 美属萨摩亚）
- PBA : PB航空公司（ 泰國）
- PDT : 皮德蒙特航空公司（ 美国）
- PGT : 帕加索斯航空公司（ 土耳其）
- PIA : 巴基斯坦国际航空公司（ 巴基斯坦）
- PIC : 捷星太平洋航空（ 越南）
- POE : 波特航空（ 加拿大）
- PXA : Pan Am, 泛美航空公司（ 美国）倒闭

### Q
- QDA : 青岛航空（ 中国大陆）
- QFA : 澳洲航空（ ）
- QNK : 卡捷航空公司（ 奈及利亞）
- QTR : 卡塔尔航空公司（ ）
- QXE : 地平线航空公司（ 美国）

### R
- RAM : 摩洛哥皇家航空公司（ 摩洛哥）
- RAC : 柬埔寨皇家航空（ 柬埔寨）倒闭
- RBA : 汶萊皇家航空（ ）
- REU : 南方航空（ 法國）
- RJA : 约旦航空公司（ 约旦）
- RNA : 尼泊爾航空（ 尼泊尔）
- RNX : 1Time Airline（南非）
- ROA : 里诺航空公司（ 美国）倒闭
- ROT : 罗马尼亚航空公司（ 羅馬尼亞）
- ROY : Royal，皇家航空公司（ 加拿大）倒闭
- RSE : SNAS Aviation（克罗地亚）
- RSO : 亚洲国际航空公司（ 巴基斯坦）
- RSU : Aerosur 玻利维亚苏尔航空公司（玻利维亚）
- RTC : Ryan Air Service（ 美国）
- RUC : Rutaca（委内瑞拉）
- RXA : 區域快線（ ）
- RYA : 瑞安航空服务公司（ 美国）
- RYN : 瑞安国际航空公司（ 美国） 倒闭
- RYR : 瑞安航空公司（ 伊朗）

### S
- SAA : 南非航空公司（南非）
- SAB : 比利时航空（比利时）倒闭
- SAI : 沙欣航空（ 巴基斯坦）
- SAS : 北欧航空（丹麦／挪威／瑞典）
- SBI : S7航空（ 俄羅斯）
- SCX : 太陽城航空（ 美国）
- SEE : 沙欣货运航空公司（ 巴基斯坦）
- SEJ : 香料航空（ 印度）
- SFJ : 星悅航空（ 日本）
- SHN : 沙欣航空服务公司（ 巴基斯坦）
- SHY : 天空航空 (土耳其)（ 土耳其）
- SIA : 新加坡航空公司（ 新加坡）
- SJX : 星宇航空（ 中華台北[2]）
- SKJ : 天空喷气机航空公司（安提瓜和巴布达）
- SKU : 天空航空 (智利)（ 智利）
- SKW : 天西航空（ 美国）
- SLK : 胜安航空（ 新加坡）
- SNG : 龍江航空（ 中国大陆）
- SOP : 索林航空公司（斯洛文尼亚）
- SQC : 新加坡航空货运（ 新加坡）
- SSV : Roots Air（ 加拿大）倒闭
- SUD : 苏丹航空（ 苏丹）
- SVA : 沙特阿拉伯航空（ 沙烏地阿拉伯）
- SVR : 烏拉航空（ 俄羅斯）
- SWA : 西南航空公司（ 美国）
- SWD : Southern Winds（英语：Southern Winds）（阿根廷）
- SWR : 瑞士國際航空（瑞士）
- SYL ：雅庫特航空（ 俄羅斯）
- SYR ：叙利亚航空（叙利亚）

### T
- TAE : 厄瓜多航空（厄瓜多）
- TAI : 塔卡国际航空公司（ 所罗门群岛）
- TAJ : Tunisavia（ 突尼西亞）
- TAM : 巴西南美航空（ 巴西）
- TAP : 葡萄牙航空公司（葡萄牙）
- TAR : 突尼斯航空公司（ 突尼西亞）
- TAT : 塔卡国际航空公司（ ）
- TAX : 泰國全亞洲航空公司（ 泰國）
- TBA : 西藏航空公司（ 中国大陆）
- TCF : 美国穿梭航空公司（ 美国）
- TDR : Trade Air（英语：Trade Air）（克罗地亚）
- TDX : 贸易风航空公司（ 美国）
- TEL : Telford Aviation（英语：Telford Aviation）（ 美国）
- TFL : 荷蘭途易航空（荷蘭）
- TGW : 酷航（ 新加坡）
- THA : 泰国国际航空公司（ 泰國）
- THD : 微笑泰航（ 泰國）
- THY : 土耳其航空公司（ 土耳其）
- TKY : 泰国天鹰航空（ 泰國）倒闭
- TLM : 泰國獅子航空（ 泰國）
- TNA : 復興航空公司（ 中華台北[2]）倒闭
- TNU ：翎亞航空（ 印度尼西亞）
- TOM : 英國途易航空（英國）
- TPA : 坦帕航空公司（ 哥伦比亚）
- TRS : 穿越航空公司（ 美国）
- TRZ : TransMeridian Airlines（ 美国）
- TSC : 跨大西洋航空公司（ 加拿大／ 法國）
- TSU : 康特拉航空货运公司（ 美国）
- TTW : 台灣虎航（ 中華台北[2]）
- TUI : 德國途易航空（德國）
- TWB : 德威航空（韓國）
- TYR : 奥地利飞箭航空（ ）

### U
- UAE : 阿联酋国际航空（ 阿联酋）
- UAL : 联合航空公司（ 美国）
- UCA : 克穆特航空公司（ 美国）
- UFS : UFS航空公司（ 美国）
- UIA : 立榮航空公司（ 中華台北[2]）
- UPS : 联合包裹服务公司（ 美国）
- USA : 美国航空公司（ 美国）
- UTA : 烏塔航空公司（ 俄羅斯）
- UYC : 喀麦隆航空公司（喀麦隆）
- UZB : 乌兹别克斯坦航空公司（乌兹别克斯坦）

### V
- VAP : 普吉航空公司（ 泰國）
- VDA : 伏尔加－第聂伯航空公司（ 俄羅斯）
- VDR : Air Vardar（北马其顿王国）
- VES : 别克斯航空公司（ 美国）
- VEX : 维珍捷运（ 保加利亚）
- VIA : 委内瑞拉航空（ 委內瑞拉）倒闭
- VIR : 维珍大西洋航空公司（ 英国）
- VLG : 伏林航空（ 西班牙）
- VLK : 海參崴航空公司（ 俄羅斯）
- VJA : ValuJet Airlines（ 美国）倒闭
- VJC : 越捷航空（ 越南）
- VNT : Avient Air Zambia（ 尚比亞）
- VNL : 香草航空（ 日本）
- VOZ : 維珍澳洲航空（ ）
- VRE : 科特迪瓦航空（ ）
- VRG : 瓦力格航空公司（ 巴西）
- VTA : 大溪地航空（ 法屬玻里尼西亞）
- VTK : 俄羅斯東方航空（ 俄羅斯）

### W
- WAJ : 日本亞洲航空（ 日本）
- WDL : WDL航空（ 德国）
- WJA : 西捷航空（ 加拿大）
- WZP : 吉普航空（ 加拿大）
- WZZ : 維茲航空（ 匈牙利）

### X
- XAX : 全亞洲航空公司（ 马来西亚）

## 其他资料